# Partido de la Liberación Dominicana

Logo des PLD

Der Partido de la Liberación Dominicana (PLD) ist eine Partei in der Dominikanischen Republik. Er wurde am 15. Dezember 1973 von Juan Bosch gegründet und positionierte sich anfänglich als sozialdemokratische, progressistische Mitte-links-, seit 2000 eher als liberale, progressistische Mitte-rechts-Partei. Er ist eine der wichtigsten politischen Parteien in der Dominikanischen Republik.

## Geschichte
Die Partei wurde am 15. Dezember 1973 von Juan Bosch gegründet, der den sozialdemokratischen Partido Revolucionario Dominicano (PRD) nach Auseinandersetzungen mit José Francisco Peña Gómez verlassen hatte. Bosch, 1963 als Kandidat des PRD bei den ersten demokratischen Wahlen nach den 32 Jahren der Trujillo-Diktatur zum Präsidenten gewählt und 1963 in einem Militärputsch gestürzt, kandidierte 1990 und 1994 als offizieller Kandidat des PLD für die Präsidentschaft, unterlag aber beide Male Joaquín Balaguer vom Partido Reformista Social Cristiano (PRSC).
Der PLD gewann im Juni 1996 mit Leonel Fernández als Präsidentschaftskandidaten die erste Präsidentschaftswahl. Nachdem 2000 der oppositionelle Partido Revolucionario Dominicano (PRD) mit Hipólito Mejía die Wahl gewonnen und bis 2004 regiert hatte, gewann Leonel Fernández die Präsidentschaftswahlen von 2004 und 2008, sein Nachfolger beim PLD Danilo Medina diejenigen von 2012 und 2016. Seit den Parlamentswahlen 2006 verfügte der PLD bis 2020 über die absolute Mehrheit in beiden Kammern des Nationalen Kongresses. 2020 endete seine Hegemonie nach Korruptionsvorwürfen und der Spaltung der Partei 2019 durch die Abspaltung von Fernández’ Fuerza del Pueblo abrupt in einer verheerenden Wahlniederlage.
Die Parteispaltung dürfte der Hauptgrund für den Niedergang des PLD gebildet haben. Das Ansehen des PLD in der Bevölkerung sank jedoch schon seit Anfang 2017, als bekannt wurde, dass Mitglieder des PLD in den Schmiergeldskandal des brasilianischen Baukonzerns Odebrecht verwickelt waren, was massive Proteste gegen die Korruption unter Führung der Bewegung Marcha Verde auslöste.

## Organisation

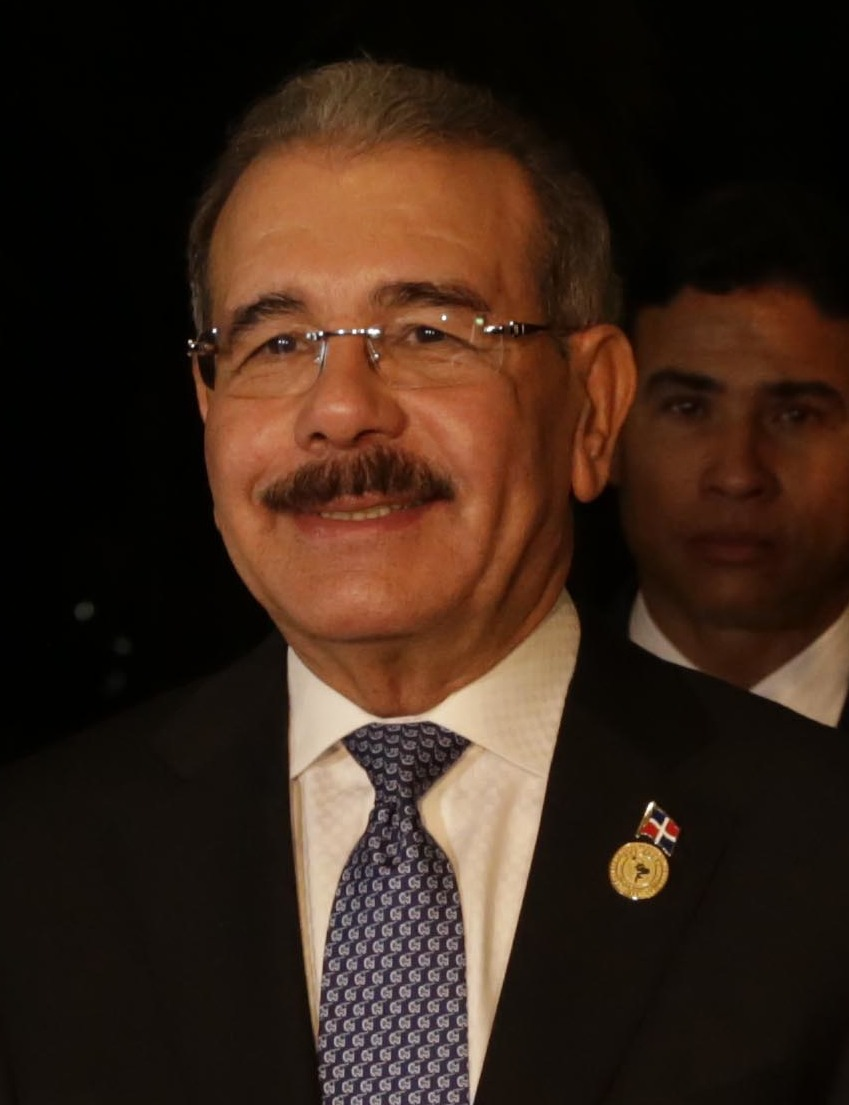
Danilo Medina, Präsident des PLD seit 2021 (2017)

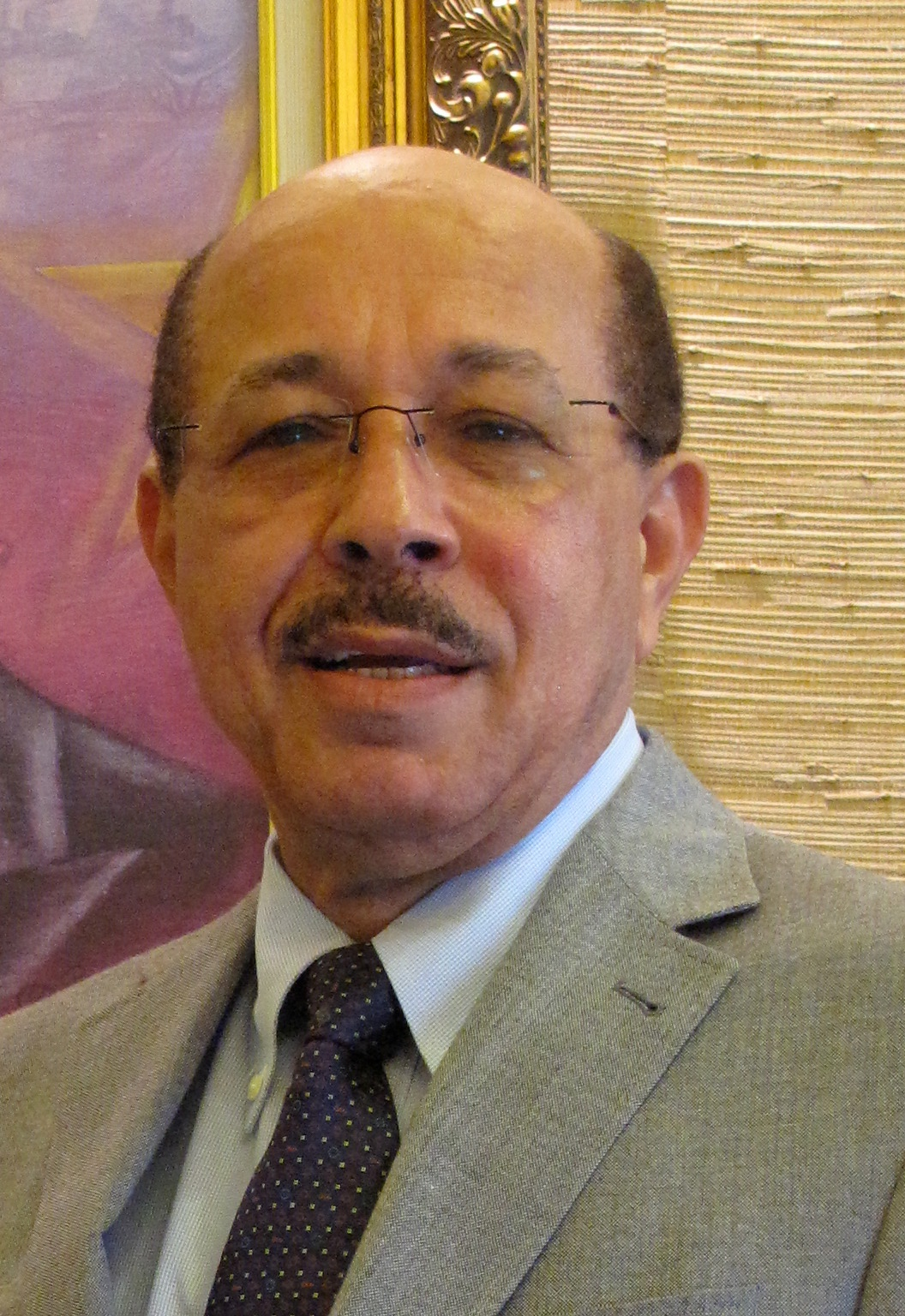
Temístocles Montás, Präsident a. i. des PLD 2019–2021 (2011)

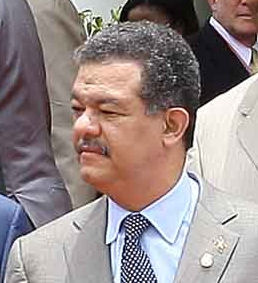
Leonel Fernández, Präsident des PLD 2001–2019 (2009)

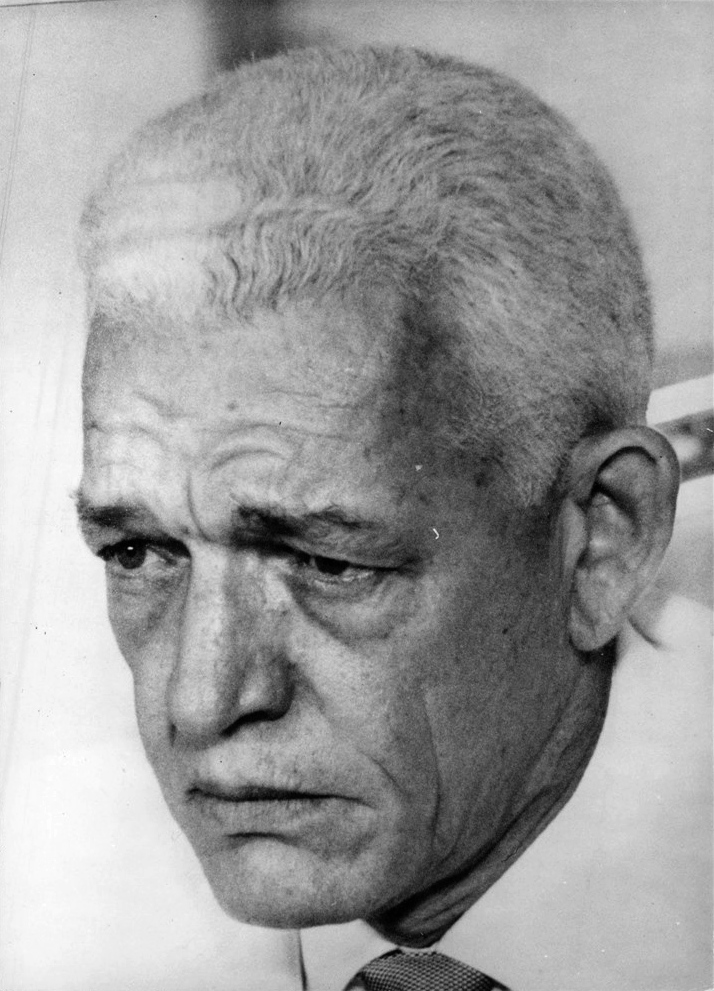
Juan Bosch, Gründer und Präsident des PLD 1973–2001 (1963)

Präsident und Parteiführer ist seit 2021 Danilo Medina, Generalsekretär Charlie Mariotti. Nach dem Austritt von Leonel Fernández aus dem PLD wählte die Partei einen interimsweisen Präsidenten, Juan Temístocles Montás Domínguez, bevor der De-Facto-Parteiführer Medina ihn als Präsident ablöste. Der PLD wird vom Comité Politico (Politisches Komitee) geleitet, das außer dem Präsidenten und dem Generalsekretär mehr als 20 Mitglieder umfasst. Das Comité Central (Zentralkomitee) ist das höchste Organ der Partei. Es besteht aus mehr als 600 Mitgliedern und wählt aus seiner Mitte die Mitglieder des Politischen Komitees, mit Ausnahme des Präsidenten und des Generalsekretärs.

## Wahlen

### Parlamentswahlen 1982–2020
In den Parlamentswahlen von 1982 übersprang der PLD die 5-%-Hürde für den Einzug in die Abgeordnetenkammer (Cámara de Diputados, Unterhaus, damals mit 120 Abgeordneten) und gewann mit 5,8 % der Stimmen sein erstes Mandat. 1986 waren es bereits 18,4 % der Stimmen sowie 16 von 120 Abgeordneten und 2 von damals 30 Senatoren (Oberhaus), 1990 23,8 % der Stimmen sowie 44 von 120 Abgeordneten und 12 von 30 Senatoren.
In den umstrittenen Parlamentswahlen 1994 erreichte der PLD lediglich 10,8 % der Stimmen und gewann nur noch 13 von 120 Abgeordnetensitzen und 1 von 30 Senatorsitzen. Nach der gleichzeitig stattfindenden Präsidentschaftswahl, in der Joaquín Balaguer vom konservativen Partido Reformista Social Cristiano (PRSC) gegen José Francisco Peña Gómez (PRD) knapp und laut Vorwürfen des PRD nur dank Wahlmanipulationen gewonnen hatte, wurde die Amtszeit Balaguers auf zwei Jahre beschränkt, die Regel „50+1“ (absolute Mehrheit für den Gewinn der Wahl im ersten Wahlgang der Präsidentschaftswahl) eingeführt und die unmittelbare Wiederwahl verboten. Präsidentschafts- und Parlamentswahlen wurden somit künftig getrennt, abwechslungsweise alle zwei Jahre, durchgeführt.
In den Parlamentswahlen von 1998 erreichte der PLD wieder 30,4 % der Stimmen und gewann 49 von nun 149 Abgeordnetensitzen sowie 4 von 30 Senatorensitzen. In den Parlamentswahlen 2002 erreichte die Partei 29,1 % der Stimmen und gewann 41 von 150 Sitzen der Abgeordnetenkammer sowie 2 von nun 32 Sitzen im Senat. In den Parlamentswahlen von 2006 erreichte der PLD als Anführer des Bloque Progresista 46,4 % der Stimmen und errang mit 96 von nun 178 Abgeordneten sowie 22 von 32 Senatoren die absolute Mehrheit in beiden Kammern. Er gewann 67 der 151 Bürgermeisterämter. In den Parlamentswahlen von 2010 erreichte der PLD mit seinen Alliierten 51,71 % der Stimmen und gewann 105 von nun 183 Sitzen (+ 5 gesamtnationale Sitze) der Abgeordnetenkammer, 31 von 32 Sitzen im Senat sowie 65 von 155 Bürgermeisterämtern.
2010 wurde die Amtszeit des Parlaments auf sechs Jahre ausgedehnt, um Präsidentschafts- und Parlamentswahlen wieder gemeinsam durchführen zu können.
Die 2016 damit seit 1994 erstmals wieder zusammen mit der Präsidentschaftswahl stattfindenden Parlamentswahlen brachten einen überlegenen Erfolg des PLD auf allen Ebenen. Die Partei gewann zusammen mit dem früheren Gegner PRD, nach der Abspaltung des PRM nun Allianzpartner, mit 61,7 % der Stimmen 127 von nun 190 Sitzen (+ 7 Sitze für Exildominikaner) der Abgeordnetenkammer und 28 von 32 Sitzen im Senat und konsolidierte damit die seit 2006 bestehende absolute Mehrheit in beiden Kammern. Sie stellte mit 95 von 155 Bürgermeistern auch deren Mehrheit. Sie gewann außerdem 10 (der Allianzpartner PRD 3) von 20 Sitzen im Zentralamerikanischen Parlament (PARLACEN).
In den Parlamentswahlen 2020 verloren der PLD und seine Alliierten, der Bloque Progresista, fast die Hälfte ihrer Mandate: In der 190-köpfigen Abgeordnetenkammer gewannen sie noch 79 (−48), im 32-köpfigen Senat 6 (−23) Sitze bzw. der PLD allein 75 (−31) Deputierte und 6 (−20) Senatoren.

### Präsidentschaftswahlen 1996–2020
Der Partido de la Liberación Dominicana gewann bisher fünfmal die Präsidentschaftswahl: 1996, 2004, 2008, 2012 und 2016. Er verlor die Wahlen von 2000 und 2020.
In der Präsidentschaftswahl 1996 wurde Leonel Fernández im zweiten Wahlgang gegen José Francisco Peña Gómez, der im ersten Wahlgang noch mit 41,05 zu 38,93 % geführt hatte, mit der Unterstützung von Joaquín Balaguer, dem politischen Widersacher des Parteigründers Bosch während über 30 Jahren, mit 51,25 zu 48,74 % zum Staatspräsidenten gewählt. Wegen des Verbots der unmittelbaren Wiederwahl konnte er 2000 nicht mehr antreten.
In der Präsidentschaftswahl 2000 gewann der Kandidat des PRD, Hipólito Mejía, den ersten Wahlgang mit 49,87 % der Stimmen gegen 24,94 % des Kandidaten des PLD, Danilo Medina. Medina verzichtete auf einen zweiten Wahlgang, da er keine uneingeschränkte Unterstützung des drittplatzierten Joaquín Balaguer erhielt und daher keine Möglichkeit sah, die Wahl zu gewinnen.
In der Präsidentschaftswahl 2004 gewann der Kandidat des PLD Leonel Fernández überlegen mit 57,11 % der Stimmen gegen Hipólito Mejía (33,65 %). Dieser hatte dank der 2003 vom regierenden PRD angesichts von Mejías anfänglich hohen Zustimmungsraten in der Hoffnung auf eine Wiederwahl durchgebrachten Aufhebung des Verbots der unmittelbaren Wiederwahl wieder antreten können. In der Präsidentschaftswahl 2008 gewann Leonel Fernández mit 53,83 % der Stimmen gegen Miguel Vargas vom PRD (40,48 %). Auch Fernández hatte dank der wieder möglichen einmaligen Wiederwahl nochmals kandidieren können. In der Präsidentschaftswahl 2012 gewann der PLD einschließlich seiner Alliierten mit Danilo Medina 51,21 % der Stimmen gegen den früheren Präsidenten Hipólito Mejía, der zusammen mit seinen Alliierten 46,95 % erreichte.
In der Präsidentschaftswahl 2016 gewann der amtierende Präsident Danilo Medina deutlich gegen Luis Abinader vom Partido Revolucionario Moderno (PRM), einer Abspaltung des PRD, mit 61,74 gegen 34,98 % (einschließlich der jeweiligen Alliierten), womit sich eine Stichwahl erübrigte.
Bei der Präsidentschaftswahl 2020 endete die langjährige Hegemonie des PLD abrupt. Im Vorfeld wehrte sich Leonel Fernández, der wieder als Präsidentschaftskandidat des PLD kandidieren wollte, vehement gegen Medinas Absichten, die Verfassung so zu verändern, dass dieser für eine weitere Wiederwahl kandidieren konnte. Medina schreckte schließlich angesichts des Widerstands von Verfassungsrechtlern vor einer Verfassungsänderung zurück und baute stattdessen den bis dahin relativ unbekannten Minister Gonzalo Castillo als Präsidentschaftskandidaten auf, erklärtermaßen als Platzhalter, um ihm, Medina, eine weitere Kandidatur 2024 zu ermöglichen. Castillo gewann die Nominierungswahl gegen Fernández, was dieser als Betrug bezeichnete. Fernández verließ den PLD 2019 und gründete eine eigene neue Partei, die Fuerza del Pueblo, zu der zahlreiche bisherige PLD-Mitglieder wechselten.
Der Kandidat des PRM, Luis Abinader, gewann schon im ersten Wahlgang mit 52,5 % die absolute Mehrheit, Castillo platzierte sich mit 37,5 % als Zweiter und Fernández mit 8,9 % weit abgeschlagen als Dritter.